# Charles Jennens
Charles Jennens (Leicestershire, 1700 – 20 novembre 1773) è stato un letterato, mecenate, musicologo e proprietario terriero inglese.
Come amico di Georg Friedrich Händel, egli fu autore dei libretti di diversi suoi oratori, fra i quali il più famoso è il Messiah.

## Biografia

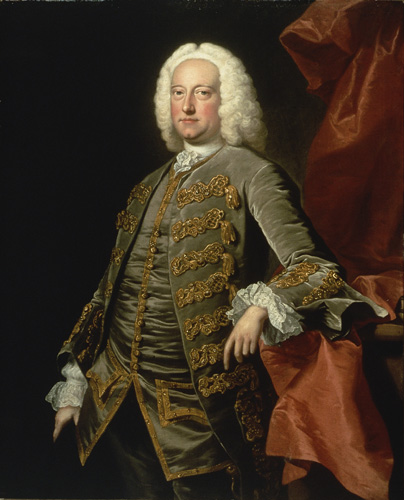
Charles Jennens; painting by Thomas Hudson.

Jennens crebbe a Gopsall Hall in Leicestershire, figlio di Charles Jennens e della sua seconda moglie, Elizabeth Burdett. Fu educato al Balliol College, Oxford, prendendo la maturità nel 1716, ma senza laurearsi. Devoto Cristiano e "non-juror", era un sostenitore della legittimità della deposta Casa Stuart. 
Una fonte non verificata riporta che egli fosse interessato alla Cristianità primitiva e a Giovanni Crisostomo. Jennens fu identificato come un anti-deista. Fu influenzato dal libro di Richard Kidder A Demonstration of the Messias.
Dopo la morte del padre nel 1747, Jennens ricostruì completamente Gopsall Hall in stile palladiano, inserendo nella tenuta anche un tempio ionico, costruito in memoria del suo amico, il poeta e studioso classico, Edward Holdsworth.  Rimanendo celibe, era considerato malinconico e stravagante, i suoi vicini lo chiamavano Solimano il Magnifico. Come un "non-giuror", Jennens era ineleggibile per ogni carica pubblica, e si dedicò alle arti, sia come collezionista d'arte (la sua collezione è stata una delle migliori in Gran Bretagna a quel tempo), sia come mecenate della musica. Le composizioni di Georg Friedrich Händel incontravano molto il suo gusto musicale e diventarono amici stretti. Händel andò a trovarlo spesso in Gopsall Hall e nel 1749 gli fornì le specifiche per un organo per la sua casa. Il ritratto di Händel di Thomas Hudson è stato commissionato da Jennens. E lo stesso ritratto dell'artista di Charles Jennens è ora nell'Händel House Museum di Londra.
Dopo la sua morte, il cugino di secondo grado Heneage Finch, III conte di Aylesford, ereditò la sua libreria musicale e gran parte di essa è ora conservata nella Henry Watson Music Library alla Manchester Central Library. Essa contiene una vasta collezione di manoscritti e la musica pubblicata da Händel e da altri compositori contemporanei, sia inglesi che italiani; ci sono 368 volumi di manoscritti di Händel, e altri includono l'autografo di "Manchester" delle sonate per violino di Vivaldi ed il manoscritto iniziale de "Le quattro stagioni". La vasta raccolta di Jennens di libri di Shakespeare, su letteratura, filologia e teologia è stata in gran parte dispersa in una vendita nel 1918.

## Collaborazione con Händel

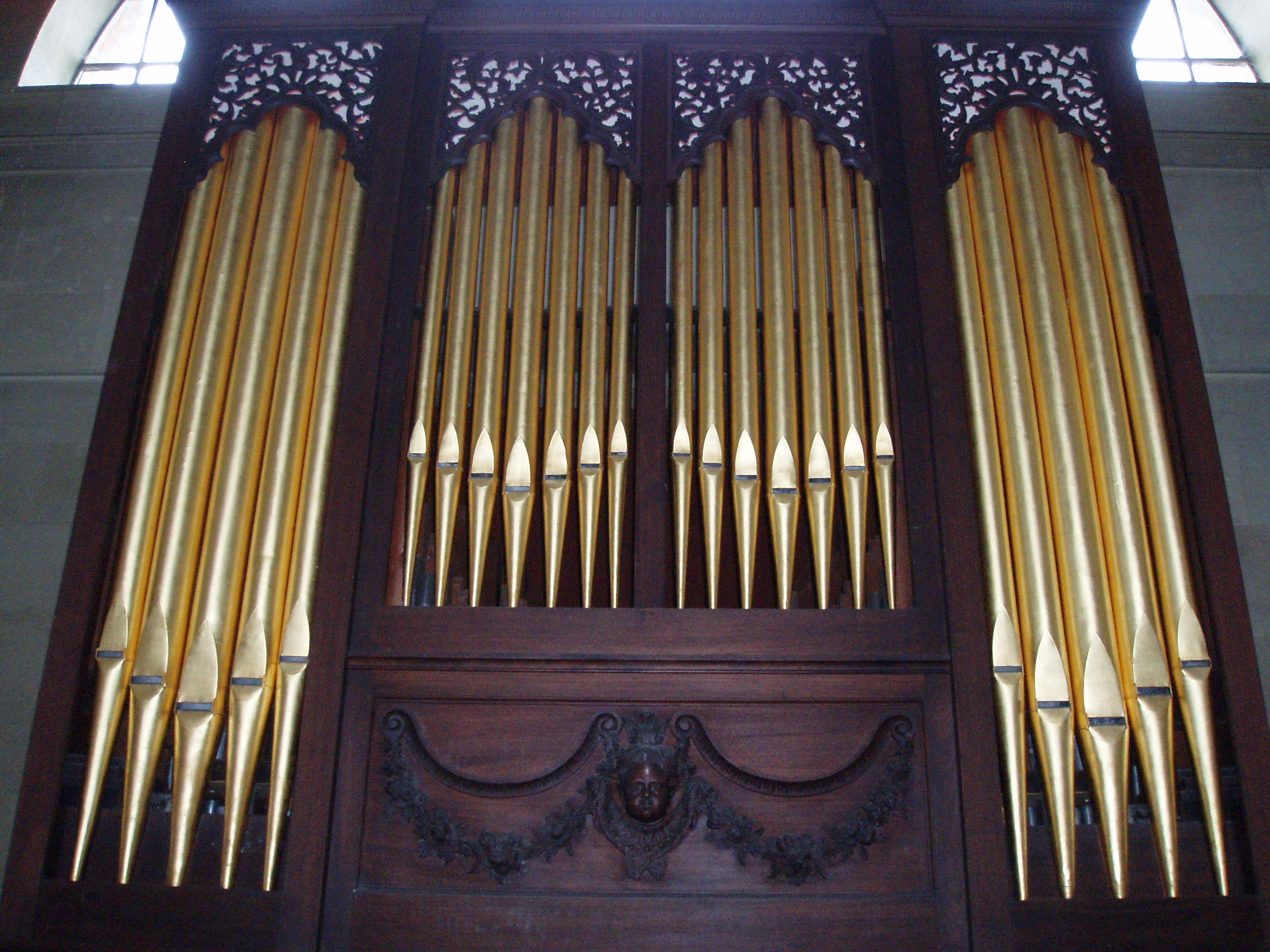
L'organo di Händel, ora nella St James' Church, Great Packington

La profonda conoscenza di Jennes della Bibbia ed un vasto interesse letterario lo portarono, dal 1735, a preparare o contribuire a libretti per Händel. Tra questi Saul (1735-1739), L'Allegro, il Penseroso ed il Moderato (1740-1), Messiah (1741-1742), Baldassar (1744-1745) ed infine Israele in Egitto (1738-1739). Il libretti furono concessi gratuitamente e sempre pubblicati anonimi. Si diceva di Saul e Belshazzar
Esperto in musica così come in letteratura, annotava le sue copie delle opere di Händel, aggiungendo correzioni, figure di basso, brani respinti e date. È anche chiaro che in alcune occasioni Händel era disposto ad accettare i suggerimenti ed i miglioramenti di Jennes alle sue composizioni.

La più famosa collaborazione fu il libretto di Jennes per il Messia, elaborato interamente dalla Bibbia, circa il 60% dal Vecchio Testamento (con piccole modifiche occasionali). Il musicologo Watkins Shaw lo descrive come "una meditazione di nostro Signore come Messia nel pensiero e nella fede cristiana", e che "è pari a poco meno di un lavoro di genio". Alcuni attribuiscono l'enfasi del Messia al Vecchio Testamento e la scelta del titolo del Vecchio Testamento "Messia" alle credenze teologiche di Jennes. Jennens meno di tutto approvava l'impostazione musicale, scrivendo a Edward Holdsworth: 
Vi mostrerò una raccolta che ho dato ad Händel, chiamata Messia, che apprezzo molto. Ha creato una bella composizione con questa, anche se non è nemmeno vicina a essere così buona di quanto potesse e dovesse essere. Gli ho corretto con grande difficoltà alcuni degli errori più grossolani nella composizione, ma ha mantenuto la sua ouverture ostinatamente, in cui ci sono alcuni passaggi molto indegni di Händel, ma molto più indegni del Messia

## Editore di Shakespeare
All'inizio del 1770 Jennens avviò la preparazione di edizioni critiche scrupolose delle opere di William Shakespeare, era la prima volta che questi veniva pubblicato singolarmente e con note editoriali a pié pagina. Completò Re Lear, Amleto, Otello, Macbeth, e Giulio Cesare prima della sua morte nel 1773. Queste edizioni attirarono il disprezzo, forse per invidia, dell'editore di Shakespeare George Steevens, che attaccò gravemente non solo il lavoro di Jennens, ma in particolare la sua persona: "L'errore principale nella vita di Mr. Jennens è consistito nella sua continua associazione con un insieme di uomini in assoluto inferiori a lui, in questa maniera ha perso ogni opportunità di migliorare, ma ha guadagnato la cosa che preferiva rispetto alle più alte soddisfazioni della saggezza: una quantità enorme di adulazione".